# Sevil Mikayilova
Sevil Mikayilova est une femme politique azerbaïdjanaise, membre de VIe législature de l'Assemblée nationale d'Azerbaïdjan.

## Biographie
Sevil Mikayilova est née le 27 juin 1974 à Bakou. Elle est diplômée de la faculté d'anglais de l'Université des langues d'Azerbaïdjan.
Elle parle anglais et russe.

### Carrière
Depuis 2017, Sevil Mikayilova est directrice générale adjointe d'Agence de presse Trend.
Sevil Mikayilova est membre de la commission des affaires familiales, féminines et infantiles de l'Assemblée nationale et de la commission des relations internationales et des relations interparlementaires. Elle est à la tête du groupe de travail sur les relations interparlementaires entre l'Azerbaïdjan et l'Espagne et membre des groupes de travail sur les relations avec les parlements de la République fédérale d'Allemagne, des États-Unis d'Amérique, de la Bulgarie, de la France, de la Suisse, de l'Italie et de la Turquie.
Mikayilova est membre de la commission de coopération parlementaire Union européenne-Azerbaïdjan.

### Famille
Elle a un enfant.